# His Own Home Town
His Own Home Town è un film muto del 1918 diretto da Victor Schertzinger.

## Trama
Jimmy Duncan, di ritorno a casa, viene accolto molto freddamente dal padre, il reverendo Duncan, e dai funzionari della città, in gran parte corrotti. Jimmy è uno scrittore che cerca di sfondare ma, privo di mezzi, ha dovuto viaggiare su un treno merci. Il suo insuccesso fa vergognare suo padre e solo David Landis, l'editore del giornale locale, e sua figlia Carol trattano gentilmente il giovane.
Carol diventa una famosa attrice recitando nel lavoro di un commediografo emergente che nessuno conosce. Alla morte del padre, torna nella sua città e scopre che Jimmy cura la cronaca del giornale, dove combatte la corruzione cittadina. Non solo, viene a sapere che Jimmy è l'autore della commedia che l'ha fatta diventare una stella di Broadway e accetta la sua domanda di matrimonio.

## Produzione
Il film fu prodotto dalla Famous Players-Lasky Corporation

## Distribuzione
Distribuito dalla Paramount Pictures e dalla Famous Players-Lasky Corporation, il film - presentato da Thomas H. Ince - uscì nelle sale cinematografiche USA il 27 maggio 1918.